# Вила-Пока-да-Бейра
Вила-Пока-да-Бейра (порт. Vila Pouca da Beira)  —  населённый пункт и район в Португалии,  входит в округ Коимбра. Является составной частью муниципалитета  Оливейра-ду-Ошпитал. По старому административному делению входил в провинцию Бейра-Алта. Входит в экономико-статистический  субрегион Пиньял-Интериор-Норте, который входит в Центральный регион. Население составляет 383 человека на 2001 год. Занимает площадь 5,12 км².